# Saint-Tropez
Saint-Tropez (pronunciado /sɛ̃.tʁɔˈpe/; en occitano: Sant Tropetz, pronunciado [san(t) tʀuˈpes]) es una localidad y comuna francesa ubicada en el departamento de Var, en la región de Provenza-Alpes-Costa Azul. Es uno de los centros turísticos más importantes de la Costa Azul.

## Historia
Según la leyenda, la ciudad debe su nombre a Caius Silvius Torpetius o Torpès (San Torpes de Pisa), un oficial romano de la corte de Nerón, nacido en Pisa. 
Convertido al cristianismo por san Pablo, este hecho engendró la cólera del emperador Nerón, quien le hizo decapitar el 29 de abril de 68. Su cuerpo fue depositado en una barca en compañía de un gallo y un perro, y remontó el río Arno con viento del este. El 17 de mayo alcanzó la costa de Saint-Tropez donde se rinde culto a su cabeza conservada en Pisa. 
En 1615, esta ciudad recibió a Hasekura Tsunenaga, embajador japonés ante el rey de España y el papa de Roma.

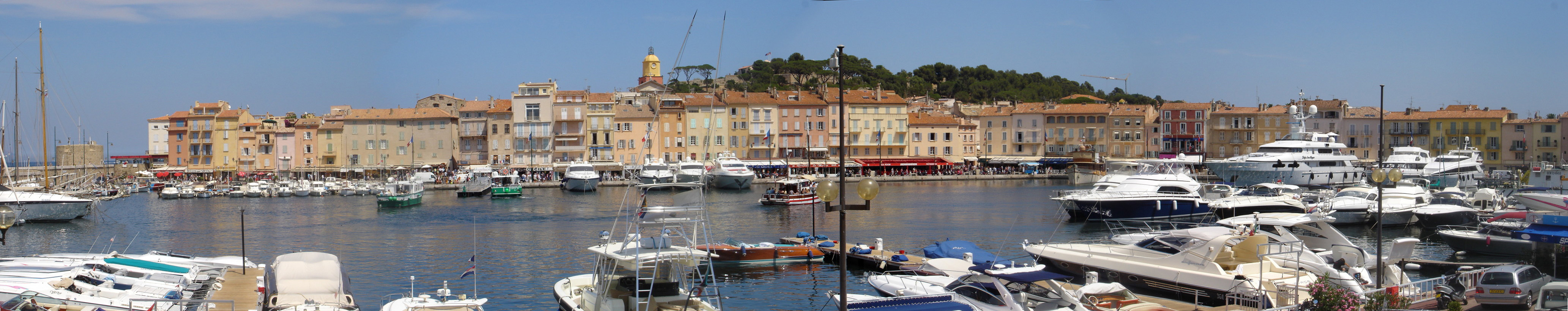
Vista del puerto de Saint-Tropez

## Monumentos
- Ciudadela de Saint-Tropez
- Musee de l'Annonciade
- Place de Lices
- Port
- Quartier de la Ponche
- Maison des Papillons

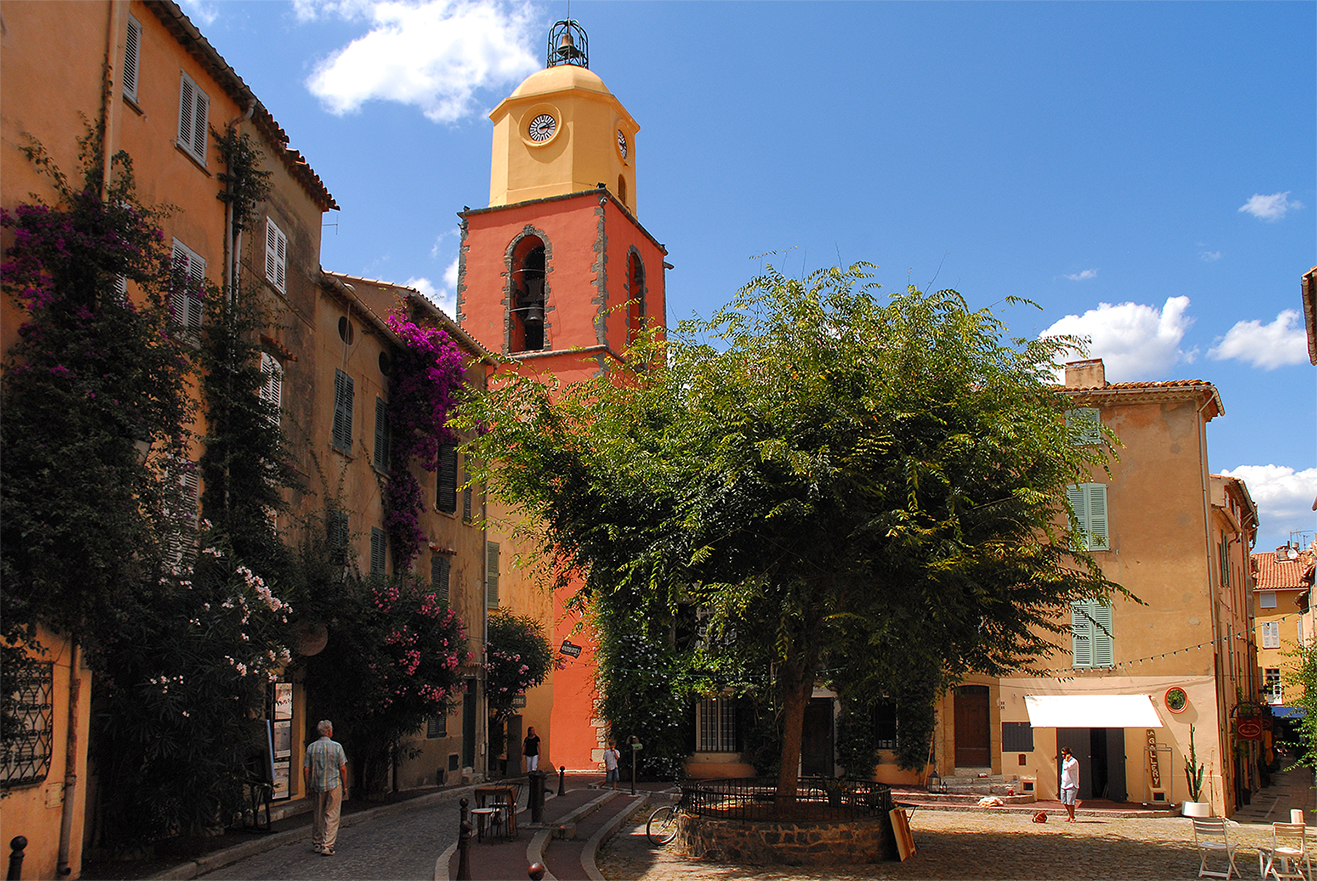
Église Notre-Dame-de-l'Assomption de Saint-Tropez

- Iglesia de Nuestra Señora de la Asunción de Saint-Tropez
- Cimetière Marin

## En la cultura popular
- En Saint-Tropez acontecen las peripecias de un grupo de gendarmes en una serie de películas protagonizada por Louis de Funès.
- En Saint-Tropez se desarrolla la serie francesa «Sous le soleil».
- La canción de electro house «Welcome To St. Tropez» de Dj Antoine basa su letra en esta ciudad.
- En el libro Último round (1969) del escritor argentino Julio Cortázar se incluye un cuento titulado cuento La noche de Saint-Tropez en el que se describe un carnaval o festividad en esta ciudad.
- El álbum de melodías infantiles de El Padre Abraham y sus Pitufos (1979), contiene una canción llamada «Saint-Tropez».
- El disco Meddle (1971), de la banda de rock británica Pink Floyd, incluye una canción llamada «San Tropez».
- La banda alemana Kraftwerk tiene una canción llamada «Tour de France» en el año 1983.
- Ricky Martin en su canción «Saint Tropez», de su álbum Sound Loaded (2000).
- La artista Lana del Rey escribió una canción llamada «St. Tropez» en el año 2010.
- Su bandera es similar a la del país sudamericano Perú.
- La banda Army of Lovers tiene una canción llamada «La Plage De Saint Tropez».
- Taylor Swift en su canción «The Man», de su álbum Lover, hace referencia a Saint-Tropez.
- Post Malone en su álbum Hollywood's Bleeding incluyó una canción llamada «Saint-Tropez».
- El artista J. Cole en su álbum 2014 Forest Hills Drive incluyó una canción llamana «St. Tropez».
- La canción "Took the Last Train" de David Gates hace alusión a Saint-Tropez.
- Beyoncé en su canción «Energy», junto al rapero Beam, hace referencia a Saint-Tropez.
- Annalisa en su álbum E poi siamo finiti nel vortice incluyó una canción llamada "La Crisi A Saint-Tropez"
- SERGIO PELÍCULA En la película "SERGIO" se menciona la localidad en 2 ocasiones, la película del año 2020, está dirigida por Greg Barker, a partir de un guion escrito por Craig Borten. Está protagonizada por Wagner Moura, Ana de Armas, Garret Dillahunt, Clemens Schick, Will Dalton, Bradley Whitford y Brían F. O'Byrne.
- La banda británica de rock alternativo Apartment menciona la ciudad de St Tropez en la canción Fall Into Place del álbum The Dreamer Evasive del año 2007

## Demografía
| 3 629 | 3 156 | 3 319 | 3 360 | 3 538 | 3 637 | 3 647 | 3 595 | 3 640 | 3 558 | 3 739 | 3 532 | 3 531 | 3 545 | 3 636 | 3 533 | 3 599 | 3 704 | 3 708 | 3 704 | 3 842 | 4 324 | 4 589 | 4 102 | 4 161 | 4 925 | 5 668 | 6 130 | 5 427 | 6 213 | 5 754 | 5 444 | 5 640 |
| Para los censos de 1962 a 1999 la población legal corresponde a la población sin duplicidades (Fuente: INSEE [Consultar]) |       |       |       |       |       |       |       |       |       |       |       |       |       |       |       |       |       |       |       |       |       |       |       |       |       |       |       |       |       |       |       |       |